# العلاقات الغانية النيبالية
العلاقات الغانية النيبالية هي العلاقات الثنائية التي تجمع بين غانا ونيبال.

## مقارنة بين البلدين
هذه مقارنة عامة ومرجعية للدولتين:
| وجه المقارنة                                              | غانا         | نيبال                             |
| --------------------------------------------------------- | ------------ | --------------------------------- |
| المساحة (كم2)                                             | 238.53 ألف   | 147.18 ألف                        |
| عدد السكان (نسمة)                                         | 26.91 مليون  | 29.40 مليون                       |
| الكثافة السكانية (ن./كم²)                                 | 112.82       | 199.76                            |
| العاصمة                                                   | أكرا         | كاتماندو                          |
| اللغة الرسمية                                             | لغة إنجليزية | اللغة النيبالية                   |
| العملة                                                    | سيدي غاني    | روبية نيبالية                     |
| الناتج المحلي الإجمالي (بليون دولار)                      | 47.33 مليار  | 24.47 مليار                       |
| الناتج المحلي الإجمالي (تعادل القوة الشرائية) بليون دولار | 115.41 مليار | 70.20 مليار                       |
| الناتج المحلي الإجمالي الاسمي للفرد دولار أمريكي          | 1.37 ألف     | 743                               |
| الناتج المحلي الإجمالي للفرد دولار أمريكي                 | 4.08 ألف     | 2.37 ألف                          |
| مؤشر التنمية البشرية                                      | 0.579        | 0.548                             |
| رمز المكالمات الدولي                                      | +233         | +977                              |
| رمز الإنترنت                                              | .gh          | .np                               |
| المنطقة الزمنية                                           | 00           | UTC+05:45، التوقيت الموحد لنيبال ‏ |

## منظمات دولية مشتركة
يشترك البلدان في عضوية مجموعة من المنظمات الدولية، منها:
| علم المنظمة | اسم المنظمة                                                | تاريخ انضمام غانا | تاريخ انضمام نيبال |
| ----------- | ---------------------------------------------------------- | ----------------- | ------------------ |
|             | مؤسسة التنمية الدولية                                      | 29 ديسمبر 1960    | 6 مارس 1963        |
|             | يونسكو                                                     | 11 أبريل 1958     | 1 مايو 1953        |
|             | مؤسسة التمويل الدولية                                      | 3 أبريل 1958      | 7 يناير 1966       |
|             | منظمة حظر الأسلحة الكيميائية                               | ?                 | ?                  |
|             | الأمم المتحدة                                              | 8 مارس 1957       | 14 ديسمبر 1955     |
|             | منظمة الشرطة الجنائية الدولية                              | ?                 | ?                  |
|             | البنك الدولي للإنشاء والتعمير                              | 20 سبتمبر 1957    | 6 سبتمبر 1961      |
|             | الاتحاد البريدي العالمي                                    | ?                 | ?                  |
|             | المركز الدولي لتسوية المنازعات الاستشارية                  | 14 أكتوبر 1966    | 6 فبراير 1969      |
|             | وكالة ضمان الاستثمار متعدد الأطراف                         | 29 أبريل 1988     | 9 فبراير 1994      |
|             | العملية المشتركة للاتحاد الأفريقي والأمم المتحدة في دارفور | ?                 | ?                  |
|             | منظمة التجارة العالمية                                     | ?                 | ?                  |
|             | الفريق المعني برصد الأرض                                   | ?                 | ?                  |

## وصلات خارجية
- موقع وزارة الخارجية الغانية
- موقع وزارة الخارجية النيبالية